# Cupani Mici, Vînohradiv
Cupani Mici (în ucraineană Мала Копаня, transliterat: Mala Kopanea, în maghiară Alsóveresmart) este o comună în raionul Vînohradiv, regiunea Transcarpatia, Ucraina, formată numai din satul de reședință.

## Arhoologie
În cătunul numit Horodiște, care se ridică abrupt deasupra râului Tisa, se află o așezare fortificată a dacilor de la hotarul erei noastre, cercetată de expediția Universității din Ujgorod în anii 1977–1978. Dacii de pe aceste meleaguri fabricau monede romane false. Se știe că această așezare a fost distrusă de trupele romane ale lui Traian, motiv pentru care aici se găsesc multe obiecte valoroase pe care romanii nu au reușit să le captureze. Pe o suprafață de 7000 m² s-au descoperit 30 de locuințe și 79 de clădiri gospodărești și de producție. Au fost găsite 70 de vase întregi, unelte de muncă (clești de fierărie, poansoane, dălți, seceri, coase, cuțit de vie, arme, podoabe din argint, bronz și sticlă).
În fiecare an, studenți de la Universitatea din Ujgorod, împreună cu profesorii lor, vin pe situl arheologic pentru a efectua noi săpături, unde rămân timp de două luni (iulie-august). În timpul săpăturilor din anul 2013 s-au descoperit peste 100 de vase, unelte de muncă, arme și bijuterii prețioase. Centrul avea o poziție strategică importantă, controlând Poarta Hustului și, prin aceasta, accesul către minele de sare de la Slatina. Tot aici trecea drumul sării pe râul Tisa, care ducea spre Dunăre. Așezarea fortificată, de cinci hectare, era înconjurată de un val de pământ și de un palisadă din lemn.
Aceasta s-a format la sfârșitul secolului II – începutul secolului I î.Hr. Construirea așezărilor dacice în Transcarpatia este legată de consolidarea și extinderea statului dac. Înainte de aceasta, zona era locuită de un alt trib traco-dac – costobocii – care a fost supus și incluși în statul geto-dac. Conform surselor istorice, așezarea de la Cupani Mici purta numele de Setidava.

## Demografie
Componența lingvistică a comunei Cupani Mici
     Ucraineană (98,97%)
     Alte limbi (1,03%)
Conform recensământului din 2001, majoritatea populației comunei Cupani Mici era vorbitoare de ucraineană (98,97%), existând în minoritate și vorbitori de alte limbi.